# Spillatrice
La spillatrice, chiamata anche zanchettatrice, cucitrice,  agganciatrice, pinzatrice, graffettatrice, graffatrice,cambrettatrice o ciappatrice è un attrezzo che permette di applicare ganci metallici, detti graffette oppure punti metallici, a fascicoli cartacei, a oggetti o quant'altro di facilmente perforabile, allo scopo di unire più fogli oppure per applicare etichette o cartellini.

## Storia[3]

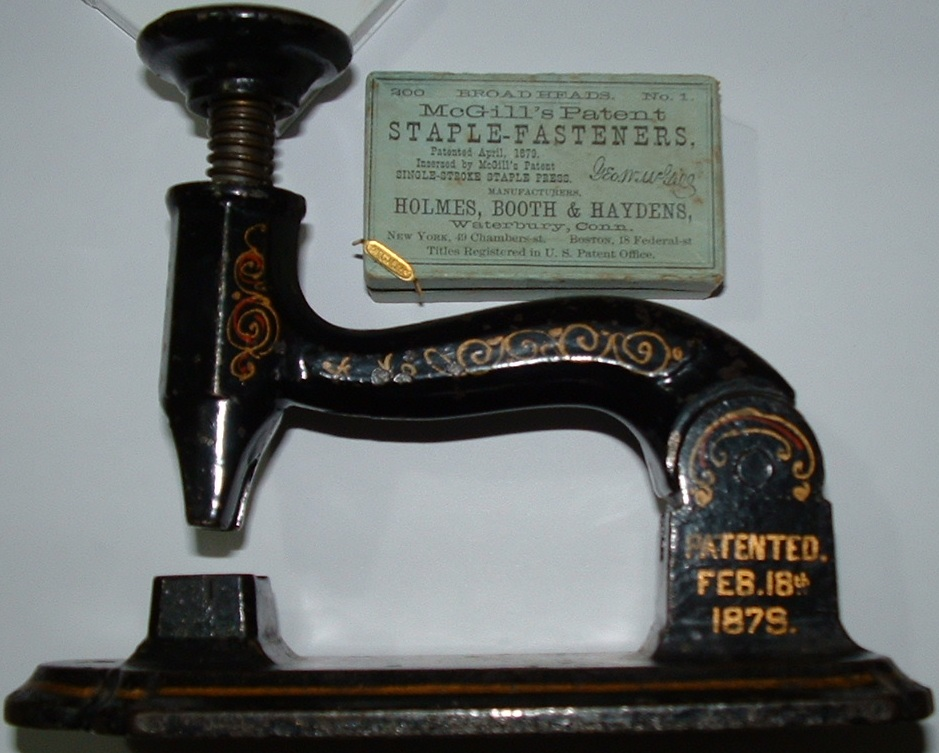
Prima spillatrice Mc Gill

Già nel '700, il re di Francia Luigi XV utilizzava una rudimentale spillatrice. Anni dopo, nel 1866, l'americano George McGill brevetta le graffette metalliche; due anni più tardi, il 5 marzo 1868, l'Inglese C. H. Gould brevetta il primo modello. Nello stesso anno lo statunitense Albert Kletzker deposita un altro brevetto. Nel 1877, Henry R. Heyl, brevetta la prima spillatrice, che permetta di inserire e fissare i punti con una sola macchina. Il 18 febbraio 1879 George McGill brevetta la “pinzatrice McGill”, la prima spillatrice prodotta in serie ad avere successo commerciale.
Nel 1901 la parola spillatrice compare per la prima volta sulla rivista statunitense Munsey's magazine.

## Tipi di graffettatrici per carta

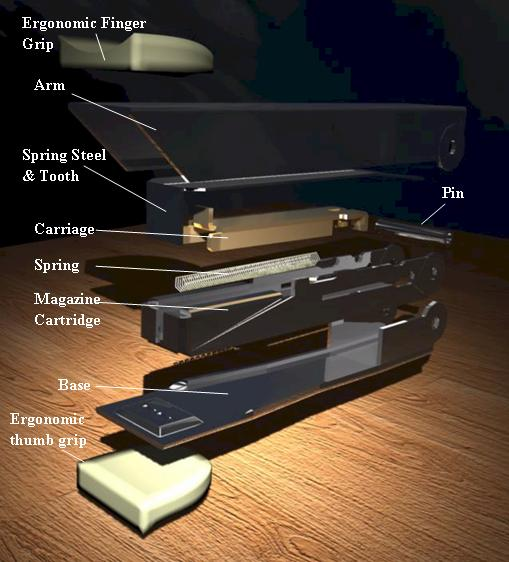
Vista esplosa di una spillatrice.

## Tipi di graffettatrici per carta[4]

### Spillatrice a pinza

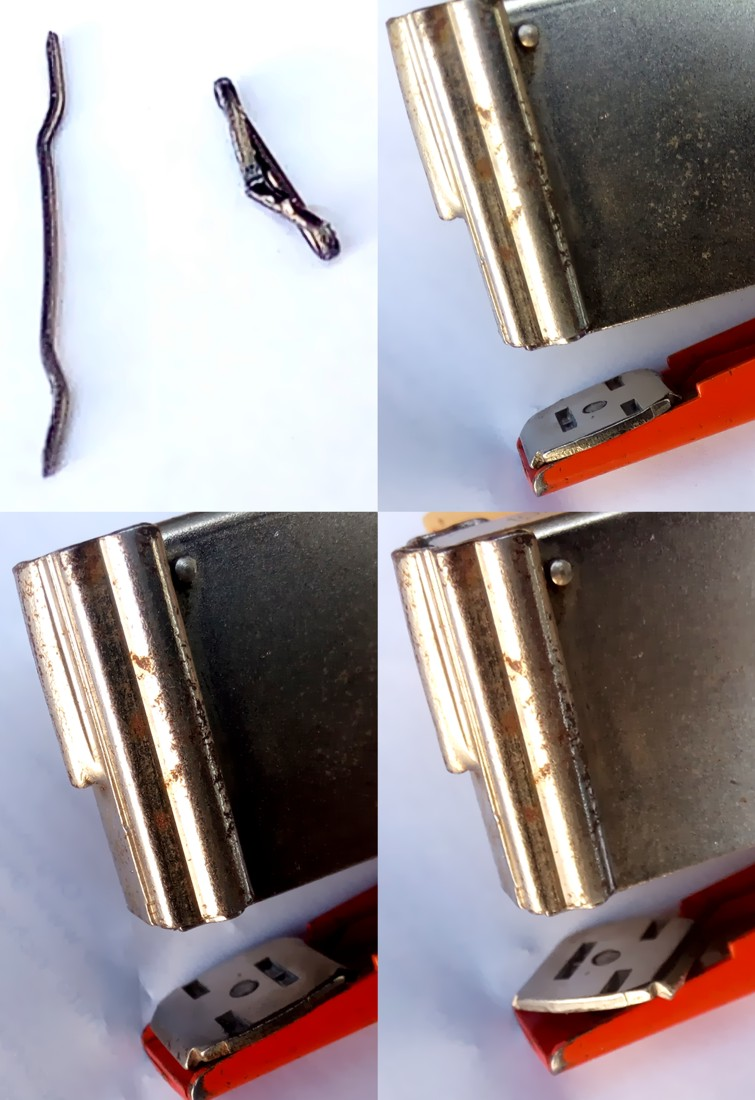
Spillatrice con doppia configurazione di spillatura e deformazione delle graffette

- Classica,  da dieci a massimo quindici fogli, utilizza in genere punti universali 6/4 o 6/6 (ad esempio Zenith 548).

- Tascabili di piccole dimensioni, utilizza in genere punti passo 10

- Pinza alti spessori massimo quaranta o cinquanta fogli, utilizza in genere punti 24/6 o 24/8

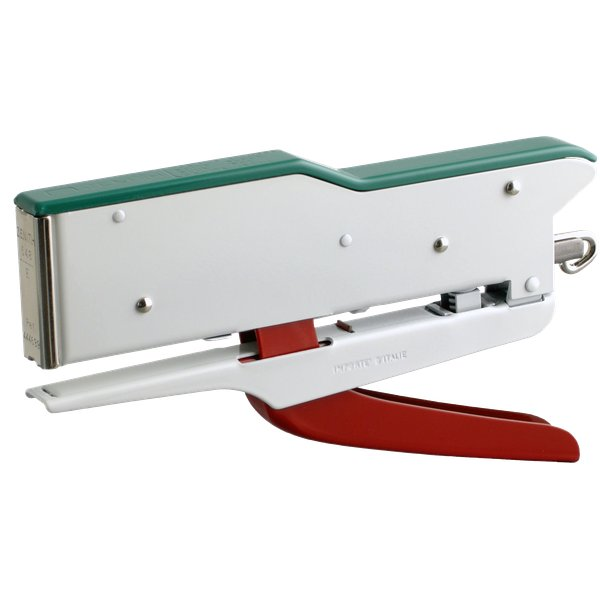
Spillatrice a pinza classica
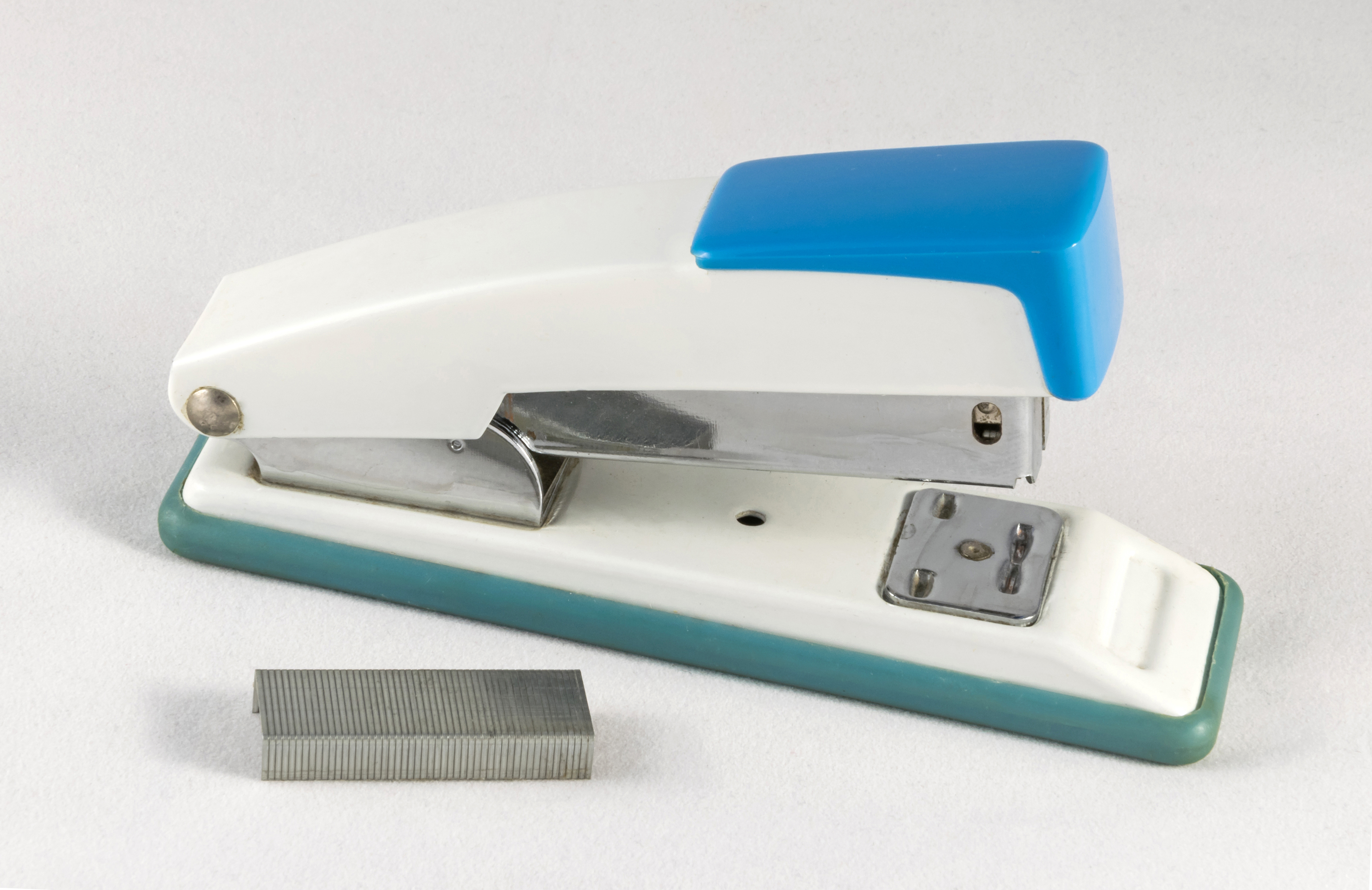
Spillatrice a pinza tascabile
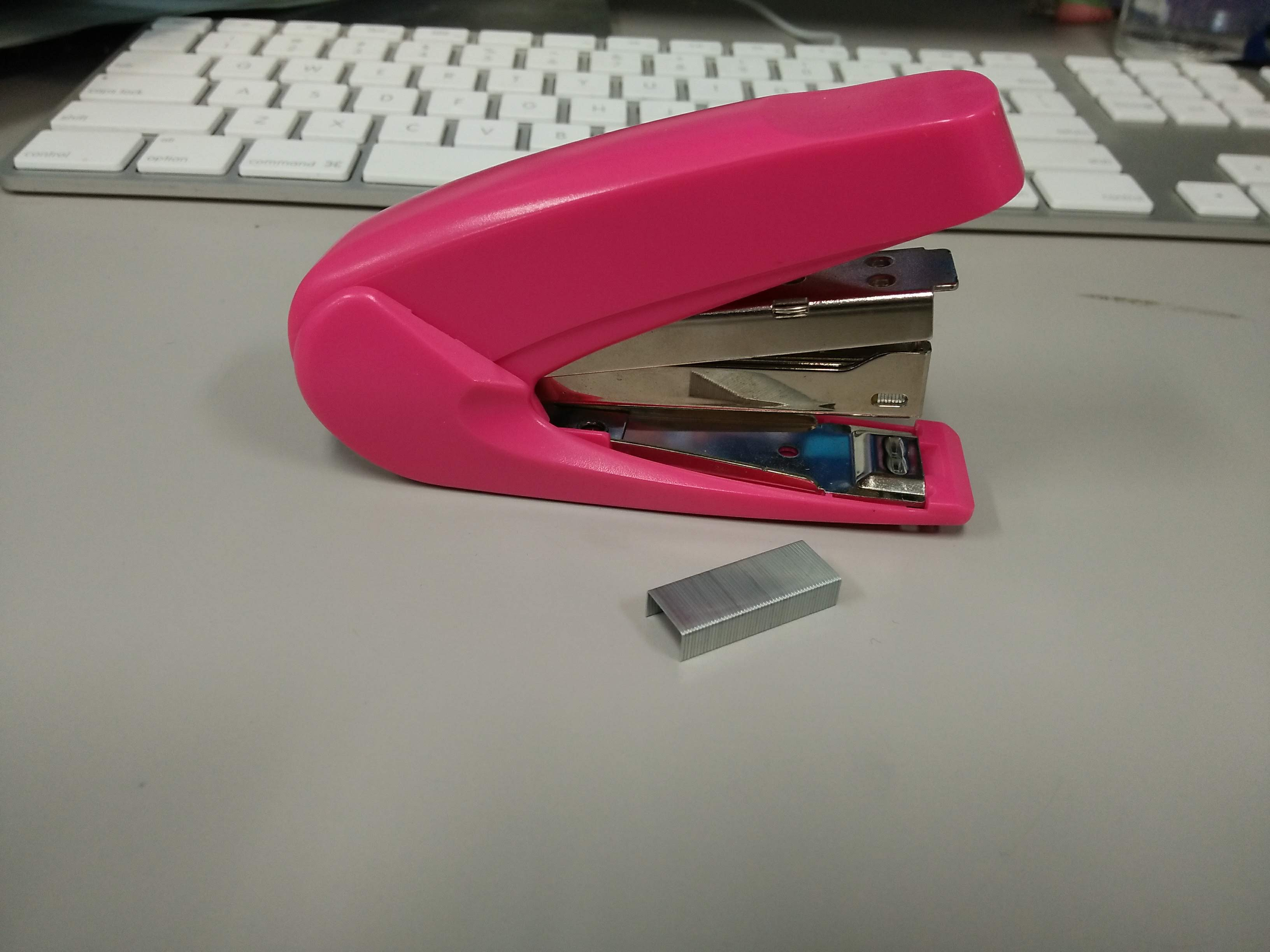
Spillatrice a pinza tascabile

- Cucitrici ecologiche, staple-free, di nuova generazione permettono di unire a seconda del modello 5/10 fogli con una speciale rilegatura della carta e non richiedono l'utilizzo di punti metallici.

### Spillatrice da tavolo
- Classica, massimo trenta o quaranta fogli, utilizzano in genere punti 24/6, 24/8, 26/6 o 26/8.

- Alti spessori, massimo duecentodieci fogli, utilizzano in genere punti da 23 o da 24.

- Braccio lungo, possono spillare fogli nel centro, per formare libretti, possono arrivare fino ad un massimo di 310 mm da bordo del foglio, per un massimo di trenta o quaranta fogli spillabili, utilizzano in genere punti 24/6 o 24/8.

- Braccio lungo alti spessori, offrono il vantaggio di poter spillare fogli per un massimo di centosettanta fogli, per uno spessore massimo di 200-230 dal bordo del foglio. Utilizzano in genere punti da 23 o 24.

- Elettrica, agevola la cucitura dei fogli e utilizza un sistema elettrico che esercita la pressione per inserire gli spilli; utilizza in genere punti da 23 o 24.

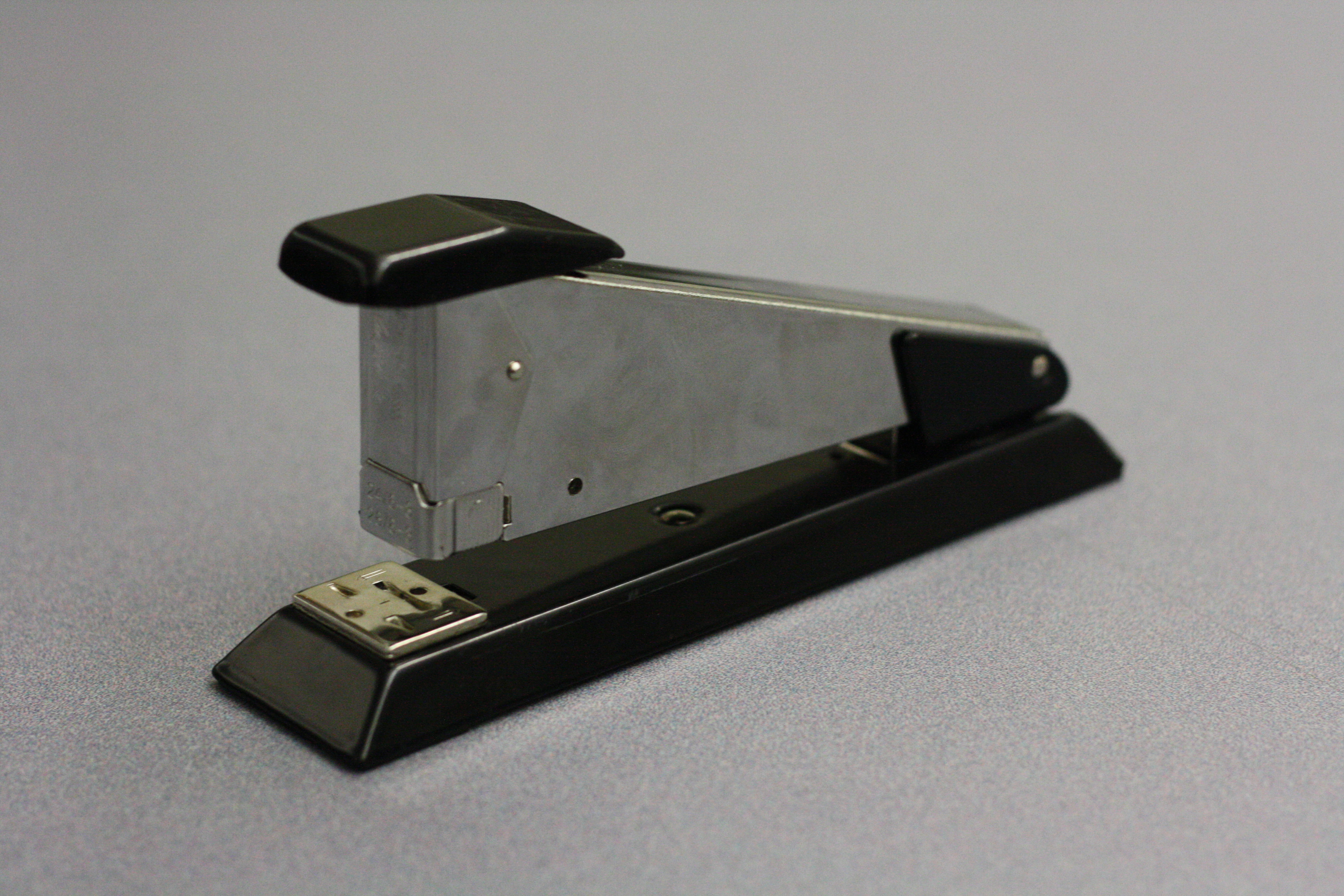
Spillatrice da tavolo
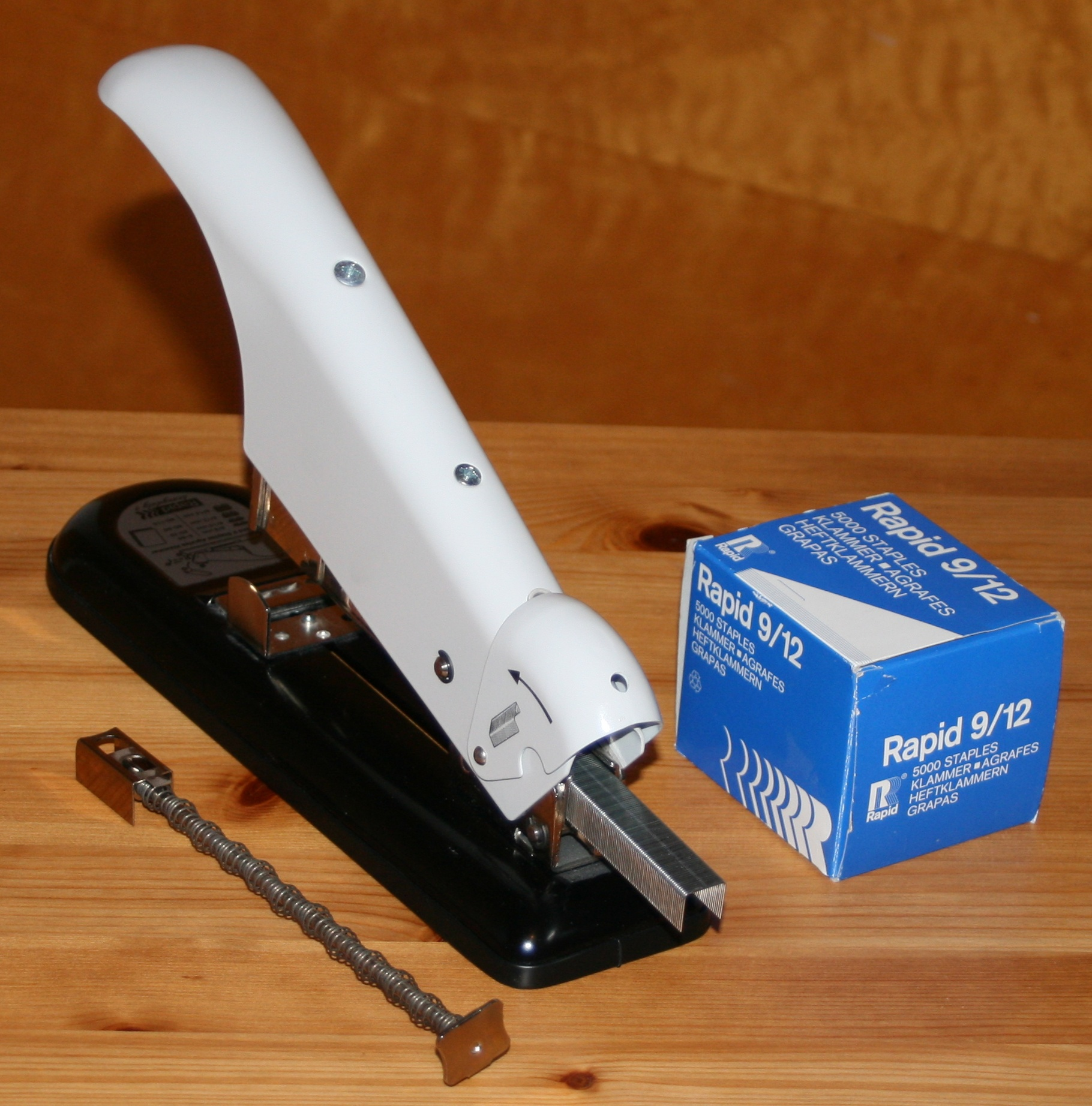
Spillatrice da tavolo
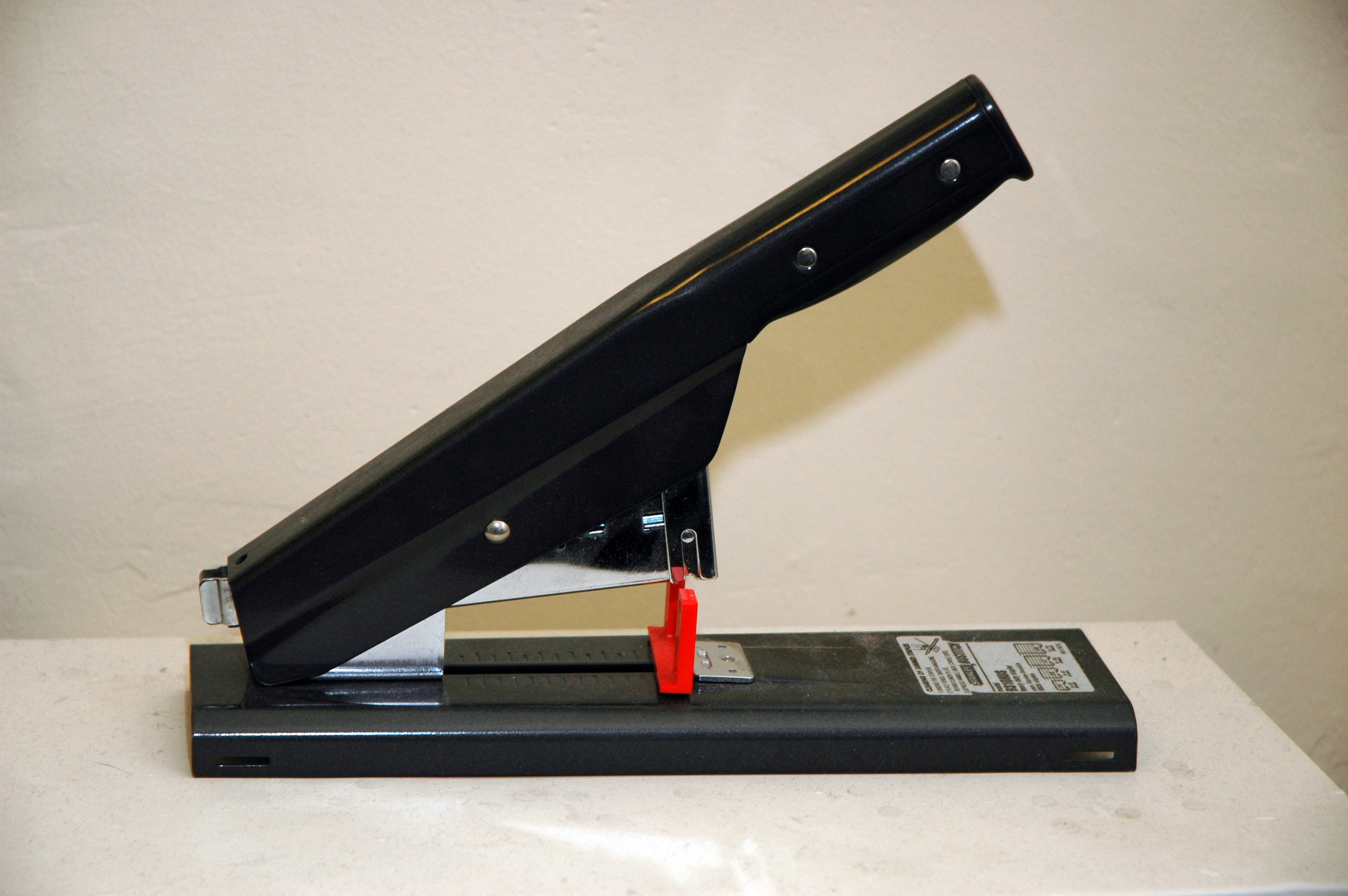
Spillatrice da tavolo

## Graffette

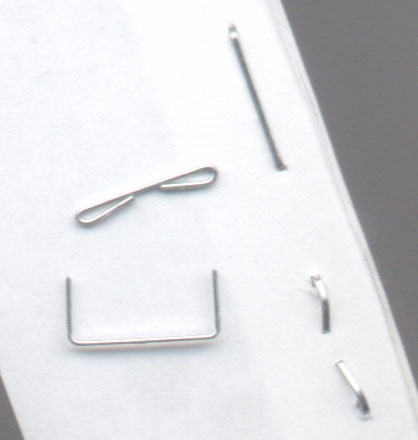
Esempi di punti metallici

Le graffette possono essere realizzate in acciaio naturale, acciaio zincato, alluminio (lega leggera), lega Monel (nichel, rame, e piccole parti di altri metalli).
I punti metallici applicati con la spillatrice perforano i fogli di carta e si ripiegano su sé stessi, possono in seguito essere rimossi con un apposito attrezzo chiamato levapunti, i fogli rimangono ovviamente perforati.
Quando si applica una sola graffetta è consigliabile graffettare i fogli angolando la spillatrice a 45° in modo che aprendo il plico non si buchino i fogli.

### Tipi di punti per spillatrice per carta
| Tipo           | Larghezza | Spessore | Altezza in mm         | Pagine perforabili da 80gr/m2 | Note                                                |
| -------------- | --------- | -------- | --------------------- | ----------------------------- | --------------------------------------------------- |
| 6/(altezza)    | 6 mm      |          | 4-6                   |                               | Chiamato anche: Passo 6                             |
| Super 6        | 6 mm      |          | 4                     |                               |                                                     |
| 8/4            | 8 mm      |          | 4,7                   |                               |                                                     |
| 8/4 super bèbè | 8 mm      |          | 4,4                   |                               |                                                     |
| 9/(altezza)    |           |          | 8-10-12-14-17-20-24   |                               |                                                     |
| 10/(altezza)   | 11 mm     |          | 9-11-13-15-17         |                               | Chiamato anche: 11mm                                |
| Punto 10       | 9,4 mm    |          | 4,7                   |                               |                                                     |
| 12/(altezza)   |           |          | 6-8                   |                               | Chiamato anche: Passo 12                            |
| 13/(altezza)   |           |          |                       |                               | Chiamato anche: Passo 13                            |
| 21/(altezza)   | 6 mm      |          | 4                     |                               | chiamato anche 148, 130e                            |
| 23/(altezza)   | 13 mm     | 0,74 mm  | 6-8-10-12-15-17-20-24 | 30-40-70-90-120-140-170-210   | Chiamato anche: 13mm, S                             |
| 24/(altezza)   | 12 mm     | 0.74 mm  | 6-8                   | 30-40                         | Chiamato anche: Passo 24 126, 515//// 128, 515-8MIL |
| 26/(altezza)   |           | 0,5 mm   | 6-8                   | 30-40                         |                                                     |
| 41             |           |          |                       |                               |                                                     |
| 43/(altezza)   |           |          | 6-8                   |                               |                                                     |
| 44/(altezza)   |           |          | 6-7-8                 |                               |                                                     |
| 73/(altezza)   |           |          | 6-8-10-12             |                               |                                                     |

## Fissatrici e chiodatrici
Le fissatrici e le chiodatrici sono evoluzioni delle graffettatrici, nate per operare in campo industriale. Utilizzano punti simili a quelli delle graffettatrici, ma di spessori e lunghezze maggiori, detti anche chiodi.
- Manuali, come le graffettatrici, utilizzano la forza esercitata dalla mano per inserire i punti o i chiodi.
- Elettriche: hanno un grilletto o pulsante. La forza necessaria per inserire i punti o chiodi viene prodotta da un motorino elettrico. Possono essere alimentate da rete elettrica attraverso cavo, o con batterie.
- Pneumatiche, hanno un grilletto o pulsante. La forza necessaria per inserire i punti o chiodi viene prodotta da un pistone alimentato attraverso un tubo, collegato ad un compressore o bombole sotto pressione.

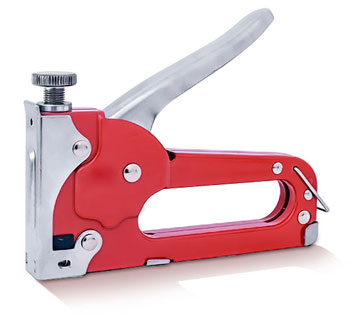
Fissatrice manuale
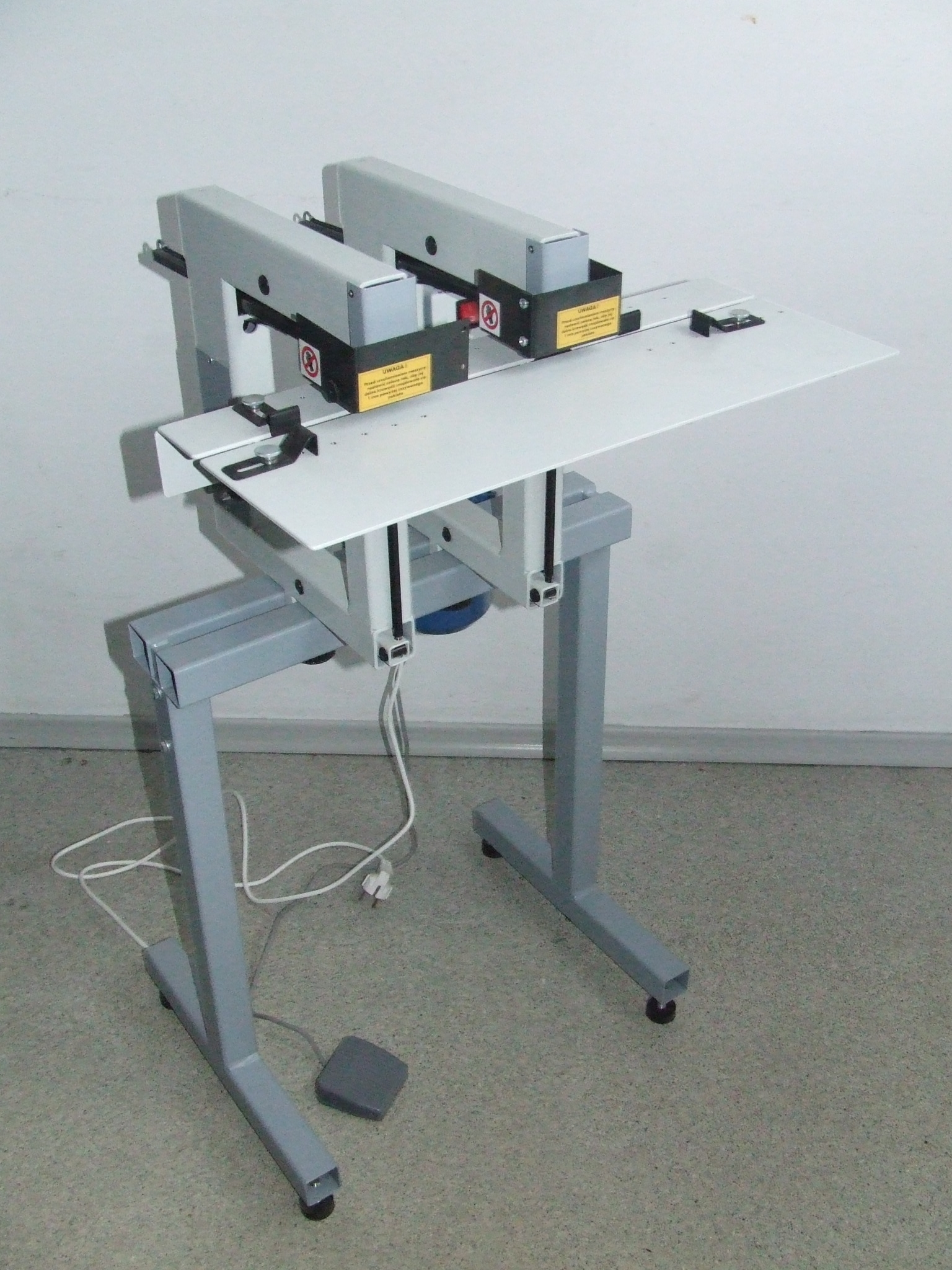
Fissatrice elettrica

## Altri usi
Per spillatrice si intende inoltre uno strumento chirurgico che si utilizza per applicare graffette metalliche alle labbra di una ferita per unirle, in alternativa all'utilizzo del filo di sutura. Si utilizza per piccole ferite, in parti visibili del corpo, ad esempio sul viso, a causa anche della cicatrice residua meno appariscente. Da qualche tempo, sempre per piccole ferite non slabbrate, si usano, in alternativa, graffette adesive simili a cerotti.
Si chiama spillatrice o graffatrice anche un attrezzo che serve per congiungere con punti metallici gli estremi di cinghie di cuoio in modo da formare un anello. Utilizza a questo fine dei punti a forma di U che perforano le due estremità della cinghia e quindi vengono ripiegati verso l'interno.